# Episodi di Squadra emergenza (serie televisiva 1972) (sesta stagione)
La sesta e ultima stagione della serie televisiva Squadra emergenza è stata trasmessa in anteprima negli Stati Uniti dalla NBC tra il 25 settembre 1976 e il 28 maggio 1977.
| nº | Titolo originale             | Titolo italiano | Prima TV USA      | Prima TV Italia |
| -- | ---------------------------- | --------------- | ----------------- | --------------- |
| 1  | The Game                     |                 | 25 settembre 1976 |                 |
| 2  | Not Available                |                 | 2 ottobre 1976    |                 |
| 3  | The Unlikely Heirs           |                 | 9 ottobre 1976    |                 |
| 4  | That Time of Year            |                 | 23 ottobre 1976   |                 |
| 5  | Fair Fight                   |                 | 30 ottobre 1976   |                 |
| 6  | Rules of Order               |                 | 6 novembre 1976   |                 |
| 7  | The Exam                     |                 | 13 novembre 1976  |                 |
| 8  | Captain Hook                 |                 | 20 novembre 1976  |                 |
| 9  | Computer Terror              |                 | 4 dicembre 1976   |                 |
| 10 | Welcome to Santa Rosa County |                 | 25 dicembre 1976  |                 |
| 11 | Paper Work                   |                 | 8 gennaio 1977    |                 |
| 12 | Loose Ends                   |                 | 15 gennaio 1977   |                 |
| 13 | An Ounce of Prevention       |                 | 22 gennaio 1977   |                 |
| 14 | Insanity Epidemic            |                 | 5 febbraio 1977   |                 |
| 15 | Breakdown                    |                 | 12 febbraio 1977  |                 |
| 16 | Family Ties                  |                 | 19 febbraio 1977  |                 |
| 17 | Bottom Line                  |                 | 26 febbraio 1977  |                 |
| 18 | Firehouse Quintet            |                 | 5 marzo 1977      |                 |
| 19 | The Boat                     |                 | 12 marzo 1977     |                 |
| 20 | Isolation                    |                 | 19 marzo 1977     |                 |
| 21 | Limelight                    |                 | 26 marzo 1977     |                 |
| 22 | Upward and Onward            |                 | 2 aprile 1977     |                 |
| 23 | Hypochondri-Cap              |                 | 16 aprile 1977    |                 |
| 24 | All Night Long               |                 | 28 maggio 1977    |                 |